# أمجد الصابوري
أمجد الصابوري مخرج ومونتير عراقي ولد في مدينة بغداد 1991.

## حياته
عاش وتربى أمجد في وسط عائلة فنية فأخوة هو المونتير راني الصابوري وأختاه هما الفنانتين ناريمان الصابوري وأديان الصابوري.
بداء أمجد مشوارة الفني وهو في سن الثامنة عشرة من عمرة وعمل كمونتير مع شركة Star TV، وقام بمونتاج بعض أغاني الفيديو كليب كان أول عمل له لقناة روتانا سينما فيديو كليب يمحمد للفنان رزاق نوري ثم أغنية (خذني معاك) للفنان ماجد المهندس ثم فيديو كليب للفنانة رباب الكويتية، ثم اختتم عمل قبل الخروج من الشركة بمسلسل العراقي هناك حكاية أخرى للكاتب فرحان هادي.
ثم انتقل إلى شركة فنون الشرق الأوسط للإنتاج والتوزيع الفني في عام 2010 ثم انتقل إلى الأردن إلى شركة Eye Vision Production ومن ثم انتقل إلى سدني أستراليا في عام 2013 حيث أسس مع أخيه شركة Alsaboory Brothers.
ودخل عالم الإخراج في أول اوبريت عراقي له ياوطن من كلمات نضال الشبيب، حرك باب الكنيسة للفنان مالك البابلي من كلمات الشاعر حيدر كريم العامري، سامر السعدي طولت السفر، السمرة للفنان عبد الله العاشق، ومن أبرز الأعمال فيديو كليب وطني كان يجمعه بالاشراك مع المنتخب العراقي الوطني في كأس آسيا في أستراليا حيث صوره عمل للفنان مالك البابلي بعنوان يا عراق من كلمات الشاعر حيدر كريم العامري، أخرج أيضا مجموعة من الإعلانات في أستراليا وبرنامج أغانينا في الغربة كان في استضافته الفنان إسماعيل فاضل.
| مسلسل سبايكي          | مسلسل أيام الخلود       | مسلسل طائر الجنوب | مسلسل وكر الذيب | مسلسل الهروب المستحيل |
| مسلسل هناك حكاية أخرى | مسلسل سبارتاكوس بالعربي | مسلسل الفور جيم   | مسلسل حربي وكمر | مسلسل ايدز            |

| اسم الفنان            | الأغنية         | اسم الفنان   | الأغنية       |
| --------------------- | --------------- | ------------ | ------------- |
| ماجد المهندس          | خذني معاك       | حسام الرسام  | عريس          |
| حسام الرسام           | هيبة الملاعب    | حسام الرسام  | موال السجن    |
| محمد عبد الجبار       | احلفك بالمحبة   | حسين السلمان | يمة قلبي      |
| حسين السلمان          | حلوه بمشيتها    | حسين السلمان | بلشت تحلو     |
| ليان بزلميط           | على بالي        | نصرت البدر   | لوك لوك       |
| خالد الحنين           | ماتبت           | حمد عادل     | ياخوي         |
| حسام حسني             | كل البنات بتحبك | محمد الفارس  | وطن روحي      |
| محمد الفارس           | الزفة           | محمد الفارس  | مو بس أحبك    |
| سامر كابرو            | توبناك          | سامر كابرو   | بلادي         |
| خضير هادي زين العراقي | باوع لصبع جفي   | خضير هادي    | صدك           |
| أحمد حداد             | موال أهل العراق | رامي عطية    | عراق الخير    |
| بشير الغزالي          | بي بي           | بشير الغزالي | أبشركم ابشارة |
| وجدي العاشق           | أحبك يا حبيبي   | سهى غريب     | ودعونا        |
| محمود إلياس           | أنت تحب علية    | نوار السيفي  | ندمان         |
| علي صابر              | عيد الأم        | محمد النجار  | جرح المسيح    |
| هادي الرحال           | طفر طفر         | رائد الشامي  | أغار          |

| قصائد الشاعر عبد الرزاق عبد الواحد (يا نائي الدار ـ شيخي الجواهري) |

| أوبريت يا وطن            | غناء نخبة من الفنانين |
| حرك باب الكنيسة          | مالك البابلي          |
| طولت السفر               | سامر السعدي           |
| يا عراق                  | مالك البابلي          |
| السمرة                   | عبد الله العاشق       |
| برنامج أغانينا في الغربة |                       |